# Valerio Scanu (EP Valerio Scanu)
Valerio Scanu es el segundo proyecto discográfico y el primer álbum  del joven cantante italiano Valerio Scanu, publicado el 16 de octubre de 2009 con la EMI Music Italy.
Realizado en el verano de 2009, el álbum, que contiene siete canciones, fue anticipado por el sencillo Ricordati di noi. 
Este álbum fue certificado disco de oro , porqué fueron vendidos más de 30000 copias. El productor del álbum es Charlie Rapino.
El 4 de diciembre de 2009 fue publicada la Valerio Scanu Christmas Edition, con las siete canciones del CD original, y con dos  bonus track (Non dirmi no y Per te) y dos canciones inéditas (Pioggia e fuoco y Chiusa dentro me).
Siempre en el mes de diciembre empezó el Valerio Scanu Tour.

## Lista de canciones
| Valerio Scanu (Standard Edition) |                         |                              |          |  |
| N.º                              | Título                  | Escritor(es)                 | Duración |  |
| 1.                               | «Lacrima»               | Emanuele Asti                | 3:48     |  |
| 2.                               | «Ricordati Di Noi»      | S. Grandi - Bungaro          | 3:20     |  |
| 3.                               | «Dicono ke 6 1 Stupida» | Emanuele Asti                | 3:21     |  |
| 4.                               | «Polvere Di Stelle»     | F. Camba - D. Coro           | 3:20     |  |
| 5.                               | «Esisti Tu»             | A. Sorrenti - M. Saggese     | 3:05     |  |
| 6.                               | «Cancellalo Amore»      | Jodi Marr - D. Child - Alice | 3:59     |  |
| 7.                               | «Could It Be Magic»     | Barry Manilow - A. Anderson  | 3:39     |  |

| Valerio Scanu (Christmas Edition) |                         |                                                                            |          |  |
| N.º                               | Título                  | Escritor(es)                                                               | Duración |  |
| 1.                                | «Lacrima»               | Emanuele Asti                                                              | 3:48     |  |
| 2.                                | «Ricordati Di Noi»      | S. Grandi - Bungaro                                                        | 3:20     |  |
| 3.                                | «Dicono ke 6 1 Stupida» | Emanuele Asti                                                              | 3:21     |  |
| 4.                                | «Polvere Di Stelle»     | F. Camba - D. Coro                                                         | 3:20     |  |
| 5.                                | «Esisti Tu»             | A. Sorrenti - M. Saggese                                                   | 3:05     |  |
| 6.                                | «Cancellalo Amore»      | Jodi Marr - D. Child - Alice                                               | 3:59     |  |
| 7.                                | «Could It Be Magic»     | Barry Manilow - A. Anderson                                                | 3:39     |  |
| 8.                                | «Per te»                | Francesco Adessi, Annaluisa Giansante, Annaluisa Giansante, Enrico Palmosi | 3:39     |  |
| 9.                                | «Non dirmi no»          | Vittorio Grigolo, Valerio Calisse                                          | 4:14     |  |
| 10.                               | «Pioggia e fuoco»       | Stephen Donald Black, Giora Aminadav Linenberg                             | 3:37     |  |
| 11.                               | «Chiusa dentro me»      | Marc Wallace Jordan, Giora Aminadav Linenberg                              | 4:05     |  |

## Vídeos musicales
Con este álbum se hicieron tres videoclips:
| N. | Títulos           | Fecha de publicación   | Otras informaciones                                                                                  |
| -- | ----------------- | ---------------------- | --- |
| 1  | Ricordati di Noi  | septiembre 2009        | Valerio Scanu canta delante de un piano                                                              |
| 2  | Ricordati di Noi  | 4 de octubre de 2009   | Dirección de Gaetano Morbioli; interpretado por Valerio Scanu y Glaucielle Soares, modelo brasileña. |
| 3  | Polvere di Stelle | 4 de diciembre de 2009 | Dirección de Stefano Bertelli; interpretado por Valerio Scanu y una modelo.                          |

## Clasificación
| Clasificación (2009) | Mejor posición |
| -------------------- | -------------- |
| Italia               | 2              |